# Los Corrales de Buelna
Los Corrales de Buelna is een gemeente in de Spaanse provincie Cantabrië in de regio Cantabrië met een oppervlakte van 45 km². Los Corrales de Buelna telt 11.003 inwoners (1 januari 2016).

## Demografische ontwikkeling
Bron: INE; 1857-2011: volkstellingen